# Cazenave-Serres-et-Allens
Cazenave-Serres-et-Allens é uma comuna francesa na região administrativa de Occitânia, no departamento de Ariège.